# Bohdan Jakubowski
Bohdan Stanisław Jakubowski h. Poraj (ur. 14 listopada 1896 w Nazraniu, zm. ?) – major artylerii Wojska Polskiego, kawaler Orderu Virtuti Militari.

## Życiorys
Urodził się 14 listopada 1896 w Nazraniu, w rodzinie Leonarda Wojciecha.
W czasie wojny z bolszewikami walczył w szeregach 11 Pułku Kresowego Artylerii Polowej. Wyróżnił się w walce pod Pohostem nad rzeką Słucz oraz 21 września 1920 podczas forsowania rzeki Muchawiec. Później został przeniesiony do 24 pułku artylerii polowej w Jarosławiu. 3 maja 1922 został zweryfikowany w stopniu kapitana ze starszeństwem z 1 czerwca 1919 i 305. lokatą w korpusie oficerów artylerii. W 1924 został przeniesiony do 13 pułku artylerii polowej w Równem. 12 kwietnia 1927 został mianowany na stopień majora ze starszeństwem z 1 stycznia 1927 i 46. lokatą w korpusie oficerów artylerii. W czerwcu tego roku został przeniesiony z 13 pap do kadry oficerów artylerii z równoczesnym przydziałem do 2 Okręgowego Szefostwa Artylerii w Lublinie na stanowisko referenta. W kwietniu 1928 został przeniesiony do 6 pułku artylerii ciężkiej we Lwowie na stanowisko dowódcy III dywizjonu. W marcu 1930 został przesunięty na stanowisko kwatermistrza. Z dniem 15 maja 1931 został przeniesiony do 7 Pułku Artylerii Lekkiej w Częstochowie na stanowisko dowódcy III dywizjonu. W grudniu tego roku został zwolniony z zajmowanego stanowiska i oddany do dyspozycji dowódcy Okręgu Korpusu Nr IV, a z dniem 30 kwietnia 1932 przeniesiony w stan spoczynku.
W 1934, jako oficer stanu spoczynku pozostawał w ewidencji Powiatowej Komendy Uzupełnień Grodno. Posiadał przydział do Oficerskiej Kadry Okręgowej Nr III. Był wówczas „przewidziany do użycia w czasie wojny”. 25 czerwca 1938 na posiedzeniu Komitetu Krzyża i Medalu Niepodległości odrzucono wniosek o przyznanie mu tego odznaczenia. Mieszkał wówczas w Warszawie przy ul. Zajączka 32.
25 lutego 1931 zmienił wyznanie z rzymskokatolickiego na prawosławne, a 27 grudnia tego roku w Zborze Ewangelicko-Reformowanym w Warszawie zawarł związek małżeński z Janiną Joanną z Sawickich Pomerową.

## Ordery i odznaczenia
- Krzyż Srebrny Orderu Wojskowego Virtuti Militari nr 2935 – 13 maja 1921[18][19]